# НБМ
«НБМ» — закритий український сімейний телеканал. Етер складався з фільмів, серіалів, мультфільмів та музики. Разом з ТРК «Експрес-Інформ» (яка готувала новини для каналу та була мережевим партнером) є засновником «5 каналу».

## Історія

### НБМ
У середині 1990-х у місті Чернівці було засновано телерадіокомпанію «НБМ», яка запустила регіональний телеканал «НБМ» та радіоканал «Niko FM» із цього західноукраїнського обласного центру. Компанія, створена за участю бізнесмена Івана Ніколайчука (звідси й назва — Nikolaichuk Broadcasting Media — NBM), отримала ліцензію на право використання телевізійних частот у десяти областях України, головним чином, на Заході країни. Однак, для їх освоєння та початку повноцінного телемовлення ТРК «НБМ» не вистачало фінансових і технічних можливостей, тому повноцінне мовлення телеканалу «НБМ» регулярно велося лише в Чернівцях.
Коли у 1998 році почала активно розвиватися мережа київського телеканалу «СТБ», «НБМ» запропонувала останньому свої послуги як регіонального партнера. У результаті в липні 1998 року до складу засновників ТРК «НБМ» увійшли ЗАТ ММЦ «СТБ» (21 %) та корпорація «Інтермарт», зареєстрована на острові Невіс (30 %), залучена телеканалом СТБ для розвитку проєкту як партнер. Колишнім засновникам компанії ТОВ «Ніко-Пі-Ер» залишилася частка 49 %. І незабаром на мережі телечастот «НБМ» почали виходити програми телеканалу «СТБ».
Навесні 2000 року між засновниками «НБМ» виникли розбіжності, і на вимогу ТОВ «Ніко-Пі-Ер» установчий договір було розірвано, проведено перереєстрацію компанії. В результаті з її засновників було виключено ММЦ «СТБ» та компанію «Інтермарт».
Згодом ТРК «НБМ» оформилася в самостійний телеканал, який «роздавав» свій сигнал зі студії у Чернівцях через супутник.
Канал змінив склад засновників та потрапив у сферу впливу бізнесмена Петра Порошенка — одного з тогочасних спонсорів виборчого блоку Віктора Ющенка «Наша Україна».
З серпня 2002 року студія та офіс телеканалу «НБМ» переїхали до Києва, де компанія також сподівалася отримати ліцензію на право мовлення. Зокрема, за словами одного з тодішніх співробітників телеканалу, «НБМ» мав усі шанси вийти на 42 київській телевізійній частоті. Однак за результатами проведеного конкурсу ця частота дісталася телекомпанії «ТЕТ». Таким чином опозиційний тодішній владі телеканал «НБМ» у 2002 році до столичного етеру не увійшов, і кияни могли дивитися його лише в кабельних мережах, та й то не у всіх.

### Експрес-Інформ
Паралельно розвивалася історія телерадіокомпанії «Експрес-Інформ». Ця організація виникла в Києві у 1993 році як інформаційне агентство, що спеціалізується на підготовці економічних новин. У той час «Експрес-Інформ» готувала випуски економічних новин для низки телеканалів, зокрема, каналу «Ютар», «УТ-1», «КТМ» і ТРК «Київ».
1998 року на базі інформаційного агентства виникла телерадіокомпанія «Експрес-Інформ», що поставила собі мету створити новинний телеканал.
У 2002 році ТРК «Експрес-Інформ» виграла оголошений конкурс на 48 телечастоту в Києві. Однак, через те, що ТРК «Експрес-Інформ» також входила до бізнес-структури Петра Порошенка, їй довелося через суд доводити право на одержання виграної ліцензії. Згодом компанія також зіткнулася з кількома спробами відібрати в неї ліцензію за позовами інших телекомпаній, які претендували на 48 канал. Коли ж ліцензія була отримана, знову виникла затримка — «Експрес-Інформ» мала лише один канал — у місті Києві й обмежені ресурси для швидкого старту.

### Злиття «НБМ»/«Експрес-Інформ»
Дружня для «Експрес-Інформ» компанія «НБМ» мала мережу телеканалів по країні, але не мала каналу в Києві. На той час «Експрес-Інформ» готувала новинні програми для «НБМ», тож після того, як надії на отримання ліцензії на 42 каналі для «НБМ» були остаточно втрачені, було вирішено на цьому етапі будувати спільний телеканал, який би став спільним продуктом двох телерадіокомпаній.
У листопаді 2002 року Національна рада з питань телебачення та радіомовлення на виконання рішення Господарського суду м. Києва від 31 серпня 2001 року видала ліцензію на етерне мовлення на 48 каналі ТОВ «ТРК „Експрес-Інформ“» (потужність передавача 2 Квт). Директор «Експрес-Інформу» Владислав Лясовський вже у грудні оголосив, що після різдвяних свят у столичному етері з'явиться новий телеканал. Лясовський стверджував, що у перспективі планується розробляти канал як інформаційний, тим паче, що для цього є усі підстави: засновником телеканалу є інформаційна агенція.
У лютому 2003 року в Києві було запущено передавач 48 каналу, і після нетривалого періоду тестового мовлення почалися трансляції тих самих телепрограм, які виходили на телеканалі «НБМ», з однією лише різницею: якщо на супутник сигнал видавався з логотипом «НБМ», то для мовлення по 48 телеканалу у Києві — з логотипом «ЕІ» (Експрес-Інформ).
1 вересня 2003 року телеканалу «НБМ» провів ребрендинг у «5 канал». З таким же логотипом у столичному етері розпочав мовлення й «Експрес-Інформ». Генеральний директор «НБМ» Іван Адамчук заявив, що це було рішення керівництва каналу змінити ліцензію щодо логотипу. Оскільки «НБМ» вважався каналом «третього ешелону», то, можливо, є і «четвертий», тож тут віддали перевагу цифрі «5».

## Програмний продукт
Етер телеканалу «НБМ»/«ЕІ» загалом мав більш розважальний характер. Протягом ранку та дня транслювалися відеокліпи (включно із програмами за заявками), далі були серіали та мультфільми, а ввечері — художні фільми і щоденна вечірня програма для дітей.
Стрижнем каналу були інформаційно-розважальні блоки «НБМ-Ранок», «НБМ-День» і «НБМ-Вечір», які транслювалися у прямому етері від початку і до кінця щоденних трансляцій і побудовані за комплексним принципом, тобто в різні часові проміжки їх тематика спрямована на чітко визначену цільову аудиторію. Це дозволяло сформувати телекомпанії цілісний шістнадцятигодинний етер.
Протягом дня виходили 15-хвилинні програми новин — «Час новин», «Час економічних новин», «Час київських новин», а також підсумковий інформаційно-аналітичний випуск «Час новин».

## Редакційна політика
З 15 квітня 2003 року відомі українські журналісти Андрій Шевченко і Роман Скрипін долучилися до роботи на «НБМ». Зокрема, Шевченко очолив інформаційне мовлення мережевого каналу, а Іншим сегментом роботи на каналі зайнявся Роман Скрипін (тогочасний ведучий програм «Громадського радіо» та колишній керівник та ведучий програми «Вікна. Опівночі» на «СТБ»). До цього Андрій Шевченко виконував обов'язки редактора новинної служби «НБМ».
10 червня 2003 року власники та керівники каналів «НБМ» і «Експрес-Інформ» підписали угоду про взаємопорозуміння з журналістським колективом новин. Це відбулося перед відкриттям форуму журналістів «Правовий самозахист». Угоду уклали шеф-редактор інформпрограм «Експрес-Інформу» Андрій Шевченко, голова «Фонду медіа ініціатив» Роман Скрипін, почесний президент концерну «Укрпромінвест» Петро Порошенко, керівники телекомпаній «Експрес-Інформ» Владислав Лясовський та «НБМ» Іван Адамчук.
Згідно тексту угоди власники «Експрес-Інформу» «довіряють журналістам в їхніх професійних якостях і гарантують невтручання у виробництво інформаційних програм». У засадах інформполітики «Експрес-Інформу» зазначається, що метою журналістів є «подавати чесні новини». Засади «розроблені на базі рекомендацій „BBC“ й адаптовані до українських реалій». Програми «створюються на засадах неупередженості, відкритості та відвертості», — зазначається у документі.

## Логотипи
Телеканал змінив 2 логотипи.
| Логотип | Опис |
| ------- | --- |
|         | Перший логотип з 1995 до 1998 року. |
|         | Другий логотип каналу з 1999 до 2003 року. Знаходився у правому верхньому куті екрана.                                                           |
|         | Логотип «Експрес-Інформ», який використовувався в київському етері 2003 року. Знаходився у правому верхньому куті екрана замість логотипу «НБМ». |

## Записи етеру
| Зовнішні відеофайли                                   |
| ----------------------------------------------------- |
| Міжпрограмна заставка та заставка реклами (1999-2003) |
| Заставка "Серіал на НБМ" (1999-2003)                  |
| Дві заставки та реклама (2002 рік)                    |